# Ветерис
Ветерис (Veteris, Vitiris, Vheteris, Huetiris, Hueteris) је келтско божанство познато из бројних записа нађених широм Велике Британије. Претпоставља се да је био бог ратничких вештина, а то потврђује и чињеница да су све записе у славу и захвалност овом богу посветили мушкарци.
Етимологија Веретисовог имена није са сигурношћу утврђена, али се претпоставља да је изведено из пра-келтика или од речи  са значењем ваздух или од речи  са значењем храна.
Повезиван је са Могоносом.